# تولدو
تولدو، اسپانیا (به اسپانیایی: Toledo, Spain) مرکز استان تولدوی اسپانیا است که در استان تولدو واقع شده‌است.

## خصوصیات
تولدو ۸۴٬۰۱۹ نفر جمعیت دارد و ۵۲۹ متر بالاتر از سطح دریا واقع شده‌است.

## تاریخ
تاریخ این شهر به سده هفتم میلادی برمی گردد. زمانی که تولدو از یک قریه(دهکده یا روستا) کوچک کم کم گسترش یافت و به یک شهر مهم بعدها در امپراتوری اسپانیا تبدیل شد که بیش از ۱۰۰ سال پایتخت این دولت ملی بسیار بزرگ از حیث قلمرو و قدرت سیاسی در سده های بیشتر
چهاردهم و پانزدهم بود. ادبیات تولدو از ادبیات معمول کشور اسپانیا کمی جدا و متفاوت است و هنر نیز در این آبادی از دیردست آنچنان رونقی نداشته است.

## فرهنگ
قلعه بزرگ تاریخی شهر تولدو که از ۵۰۰ سال پیش قدمت دارد امروزه گردشگران زیادی را تنها به همین بهانه به تولدو می کشاند. مردم تولدو از لحاظ مذهبی کمی تندرو و محافظه‌کار و سنگین تر نسبت به مناطق دیگر اسپانیا می باشند.

## اقتصاد
تولدو تقریباً دقیق از لحاظ موقعیت جغرافیایی وسط اسپانیا است. این مهم باعث شده این شهر از شهرهای راهبردی یا استراتژیک اسپانیا باشد که از هر سوی اسپانیا مسافران تجاری اقتصادی اکثرا از میانه تولدو نیز عبور می کنند.

## شهرهای خواهرخوانده
- کلمبیا تونخا (کلمبیا) ۲۰۱۳
- ایالات متحده آمریکا تولیدو، اوهایو (ایالات متحده) ۱۹۳۱
- برزیل تولدو (برزیل)
- فرانسه اژان (فرانسه) ۱۹۷۳
- آلمان آخن (آلمان) ۱۹۸۴
- ایالات متحده آمریکا کورپس کریستی (ایالات متحده) ۱۹۸۹
- سوریه دمشق (سوریه) ۱۹۹۴
- مکزیک گوآناخوآتو، گوآناخوآتو (مکزیک) ۱۹۷۸
- کوبا هاوانا (کوبا) ۲۰۰۶
- ژاپن نارا (ژاپن) ۱۹۷۲
- اسپانیا ملیلیه (اسپانیا) ۲۰۰۲
- اسرائیل صفد (اسرائیل) ۱۹۸۱
- بلغارستان ولیکو ترنوو (بلغارستان) ۱۹۸۳

## نگارخانه

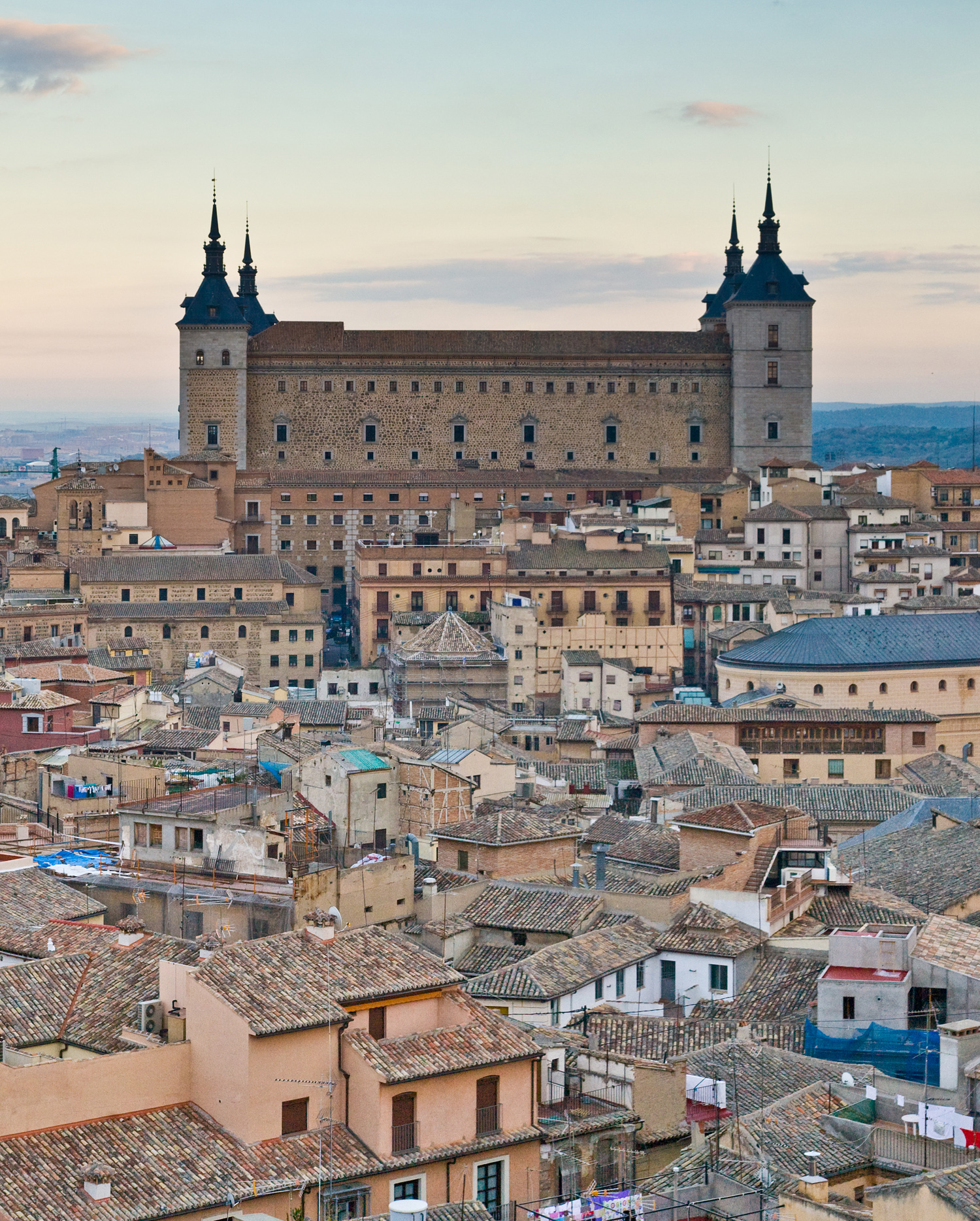
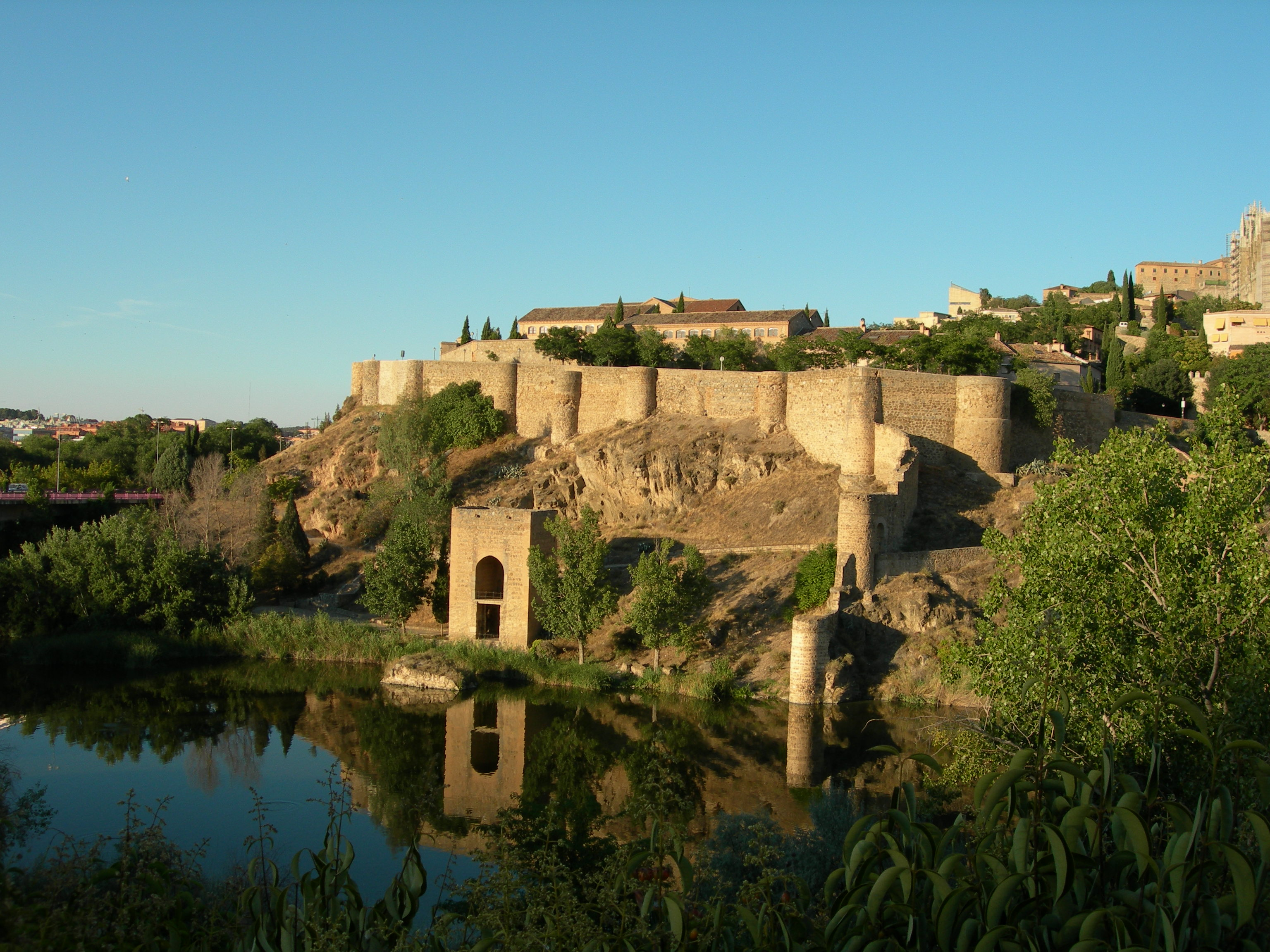
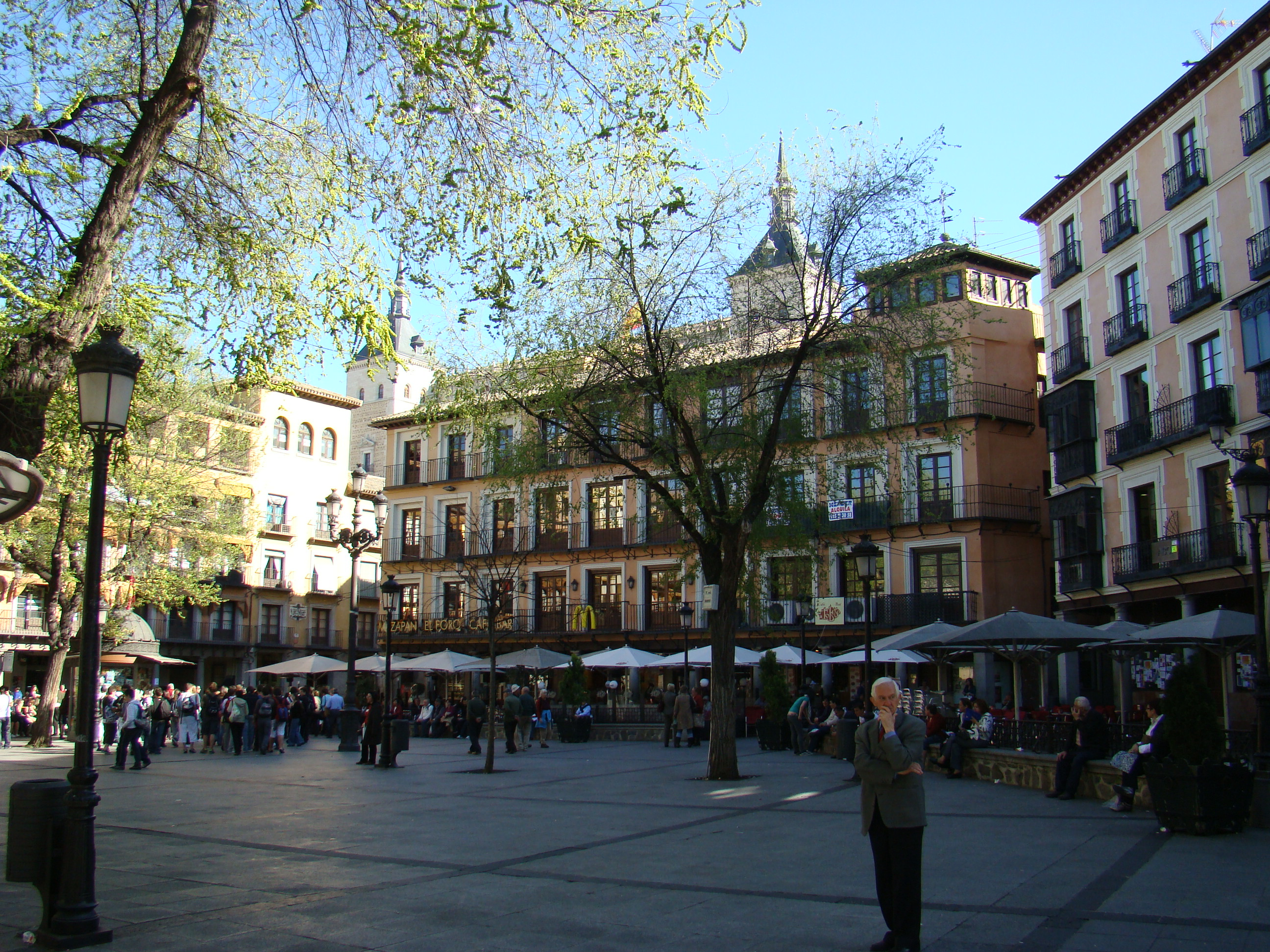
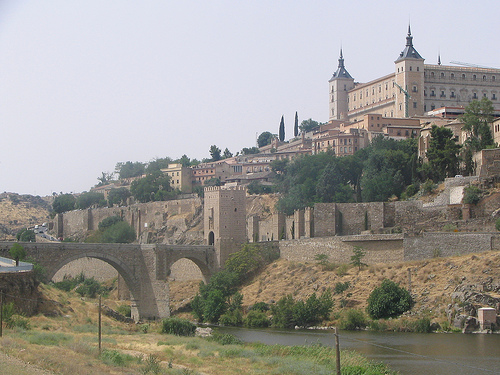
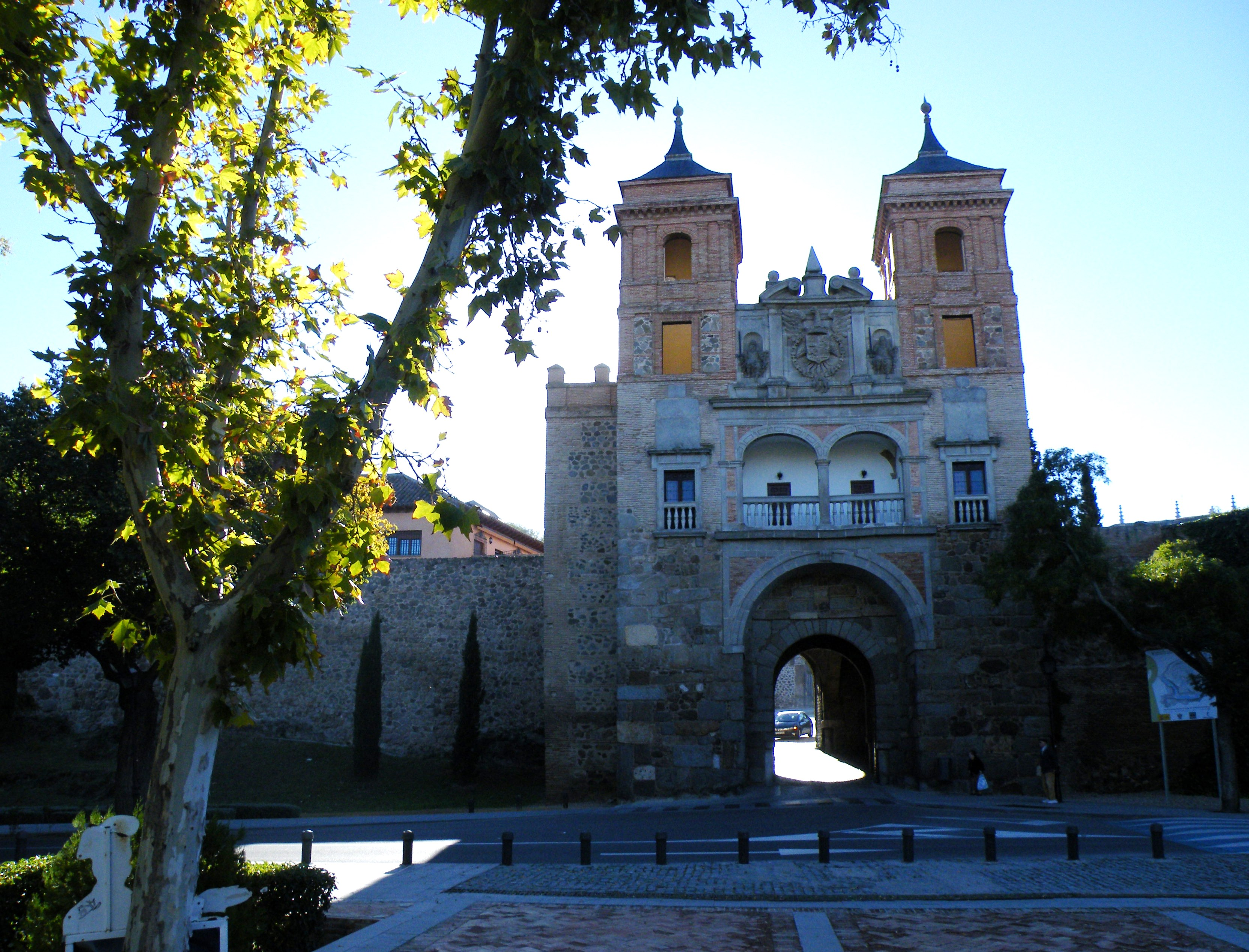
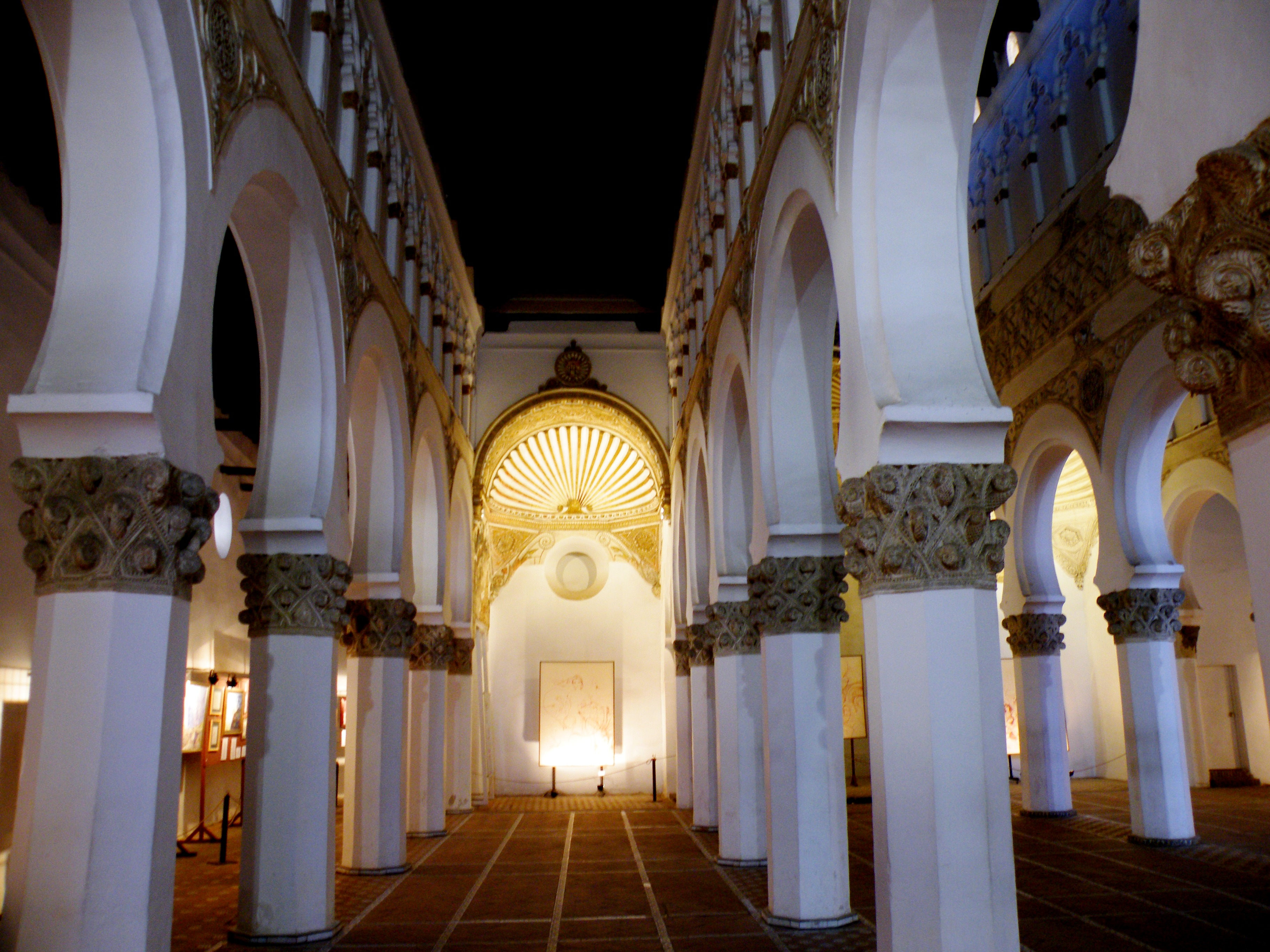
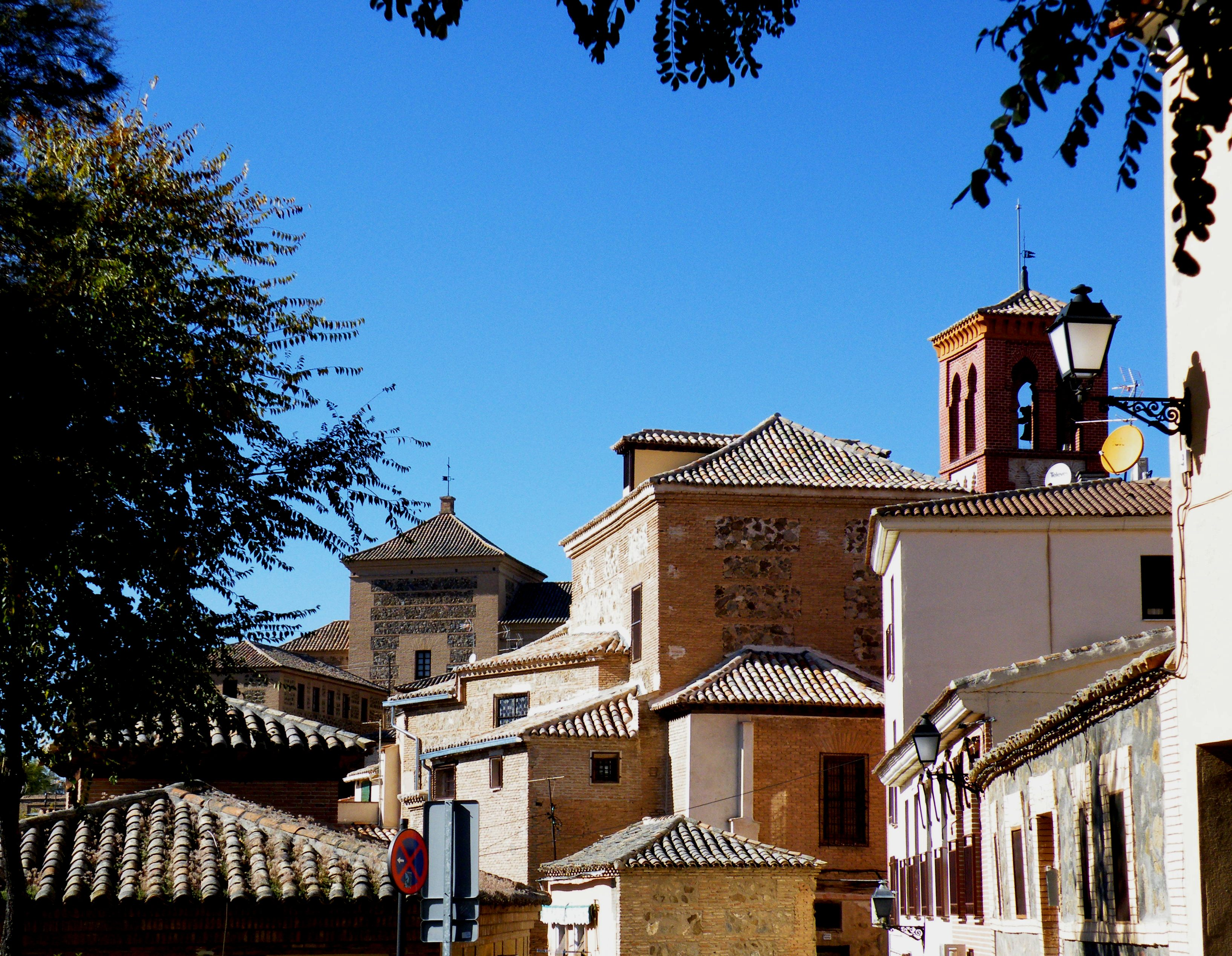
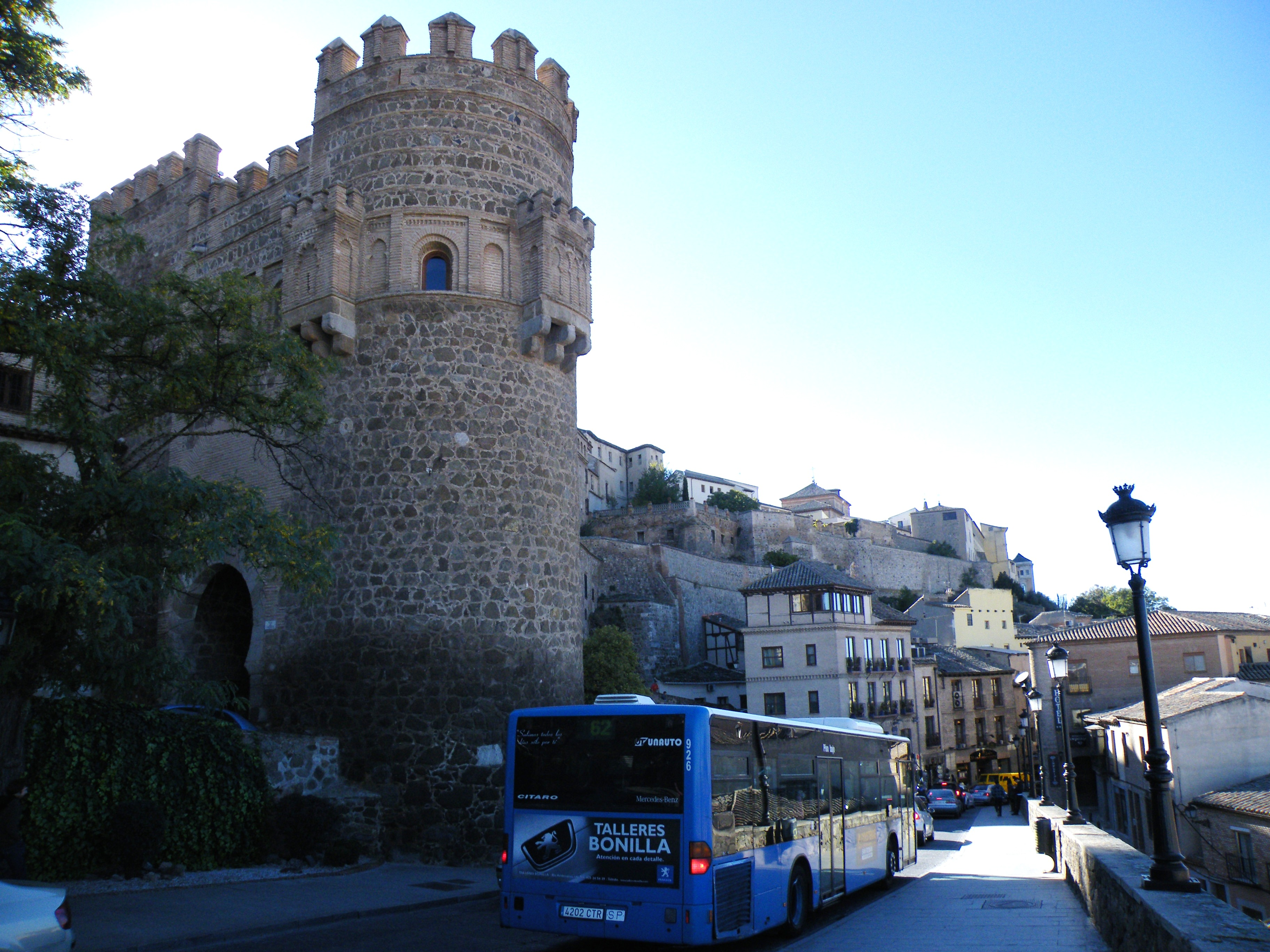
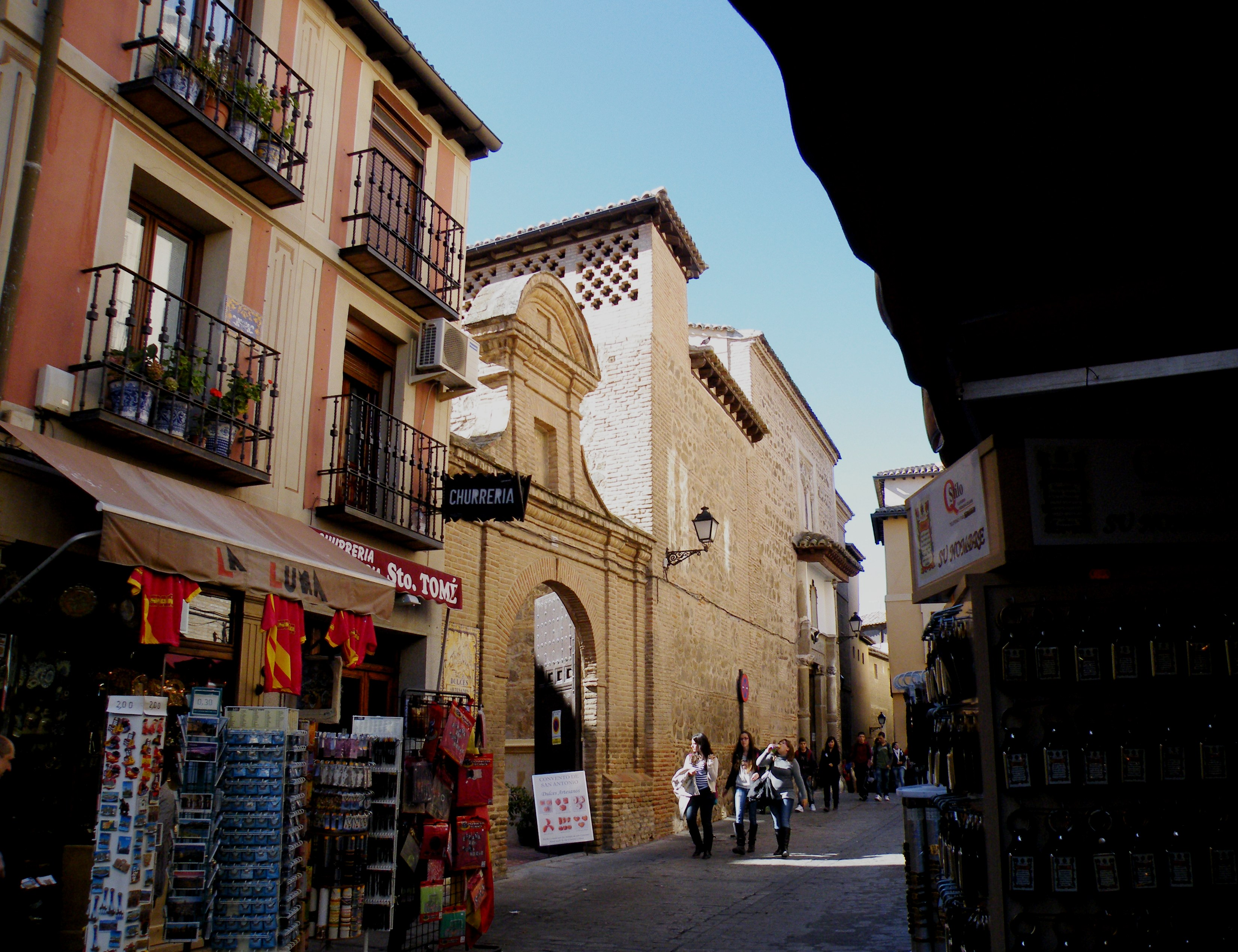
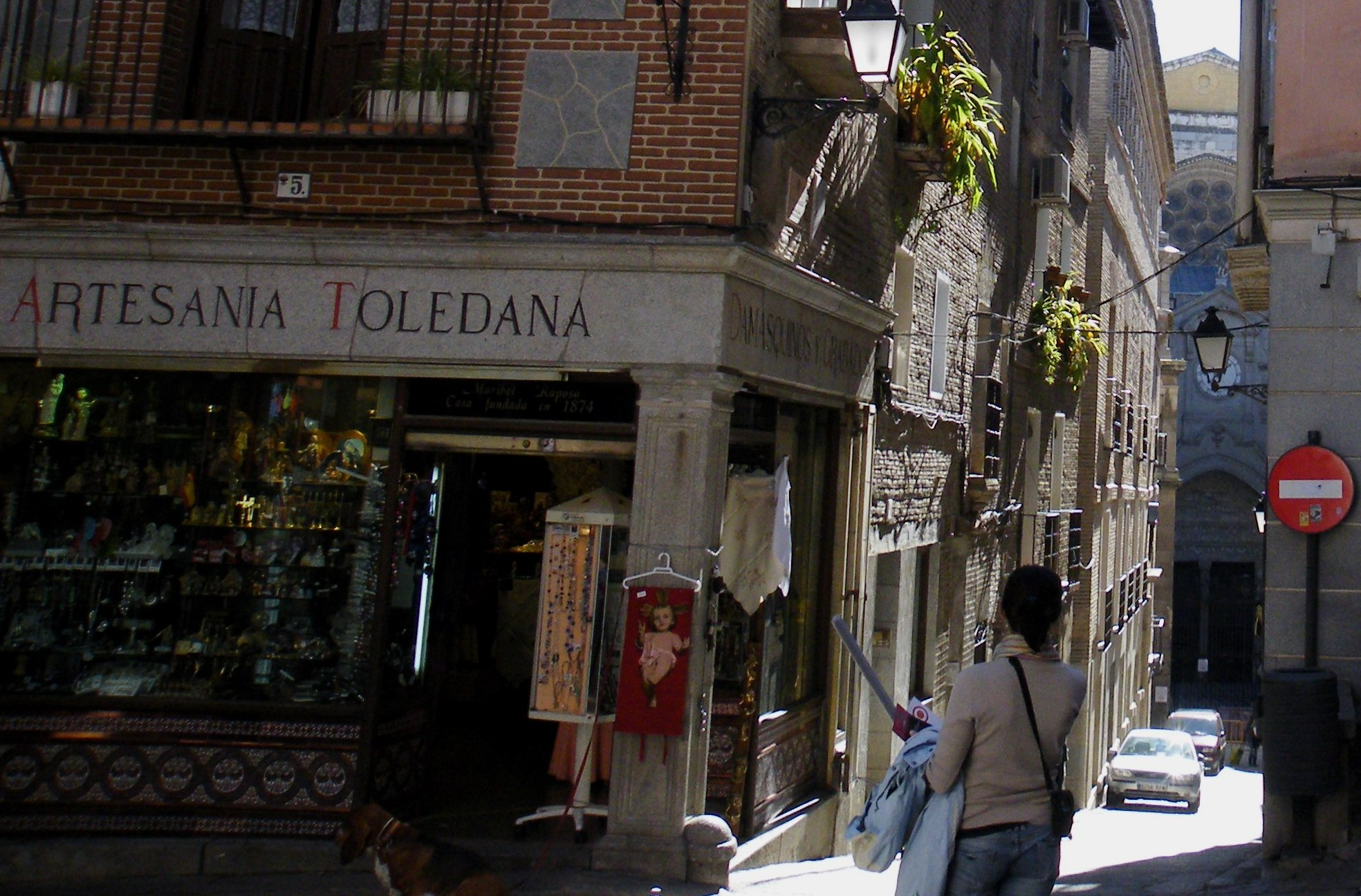
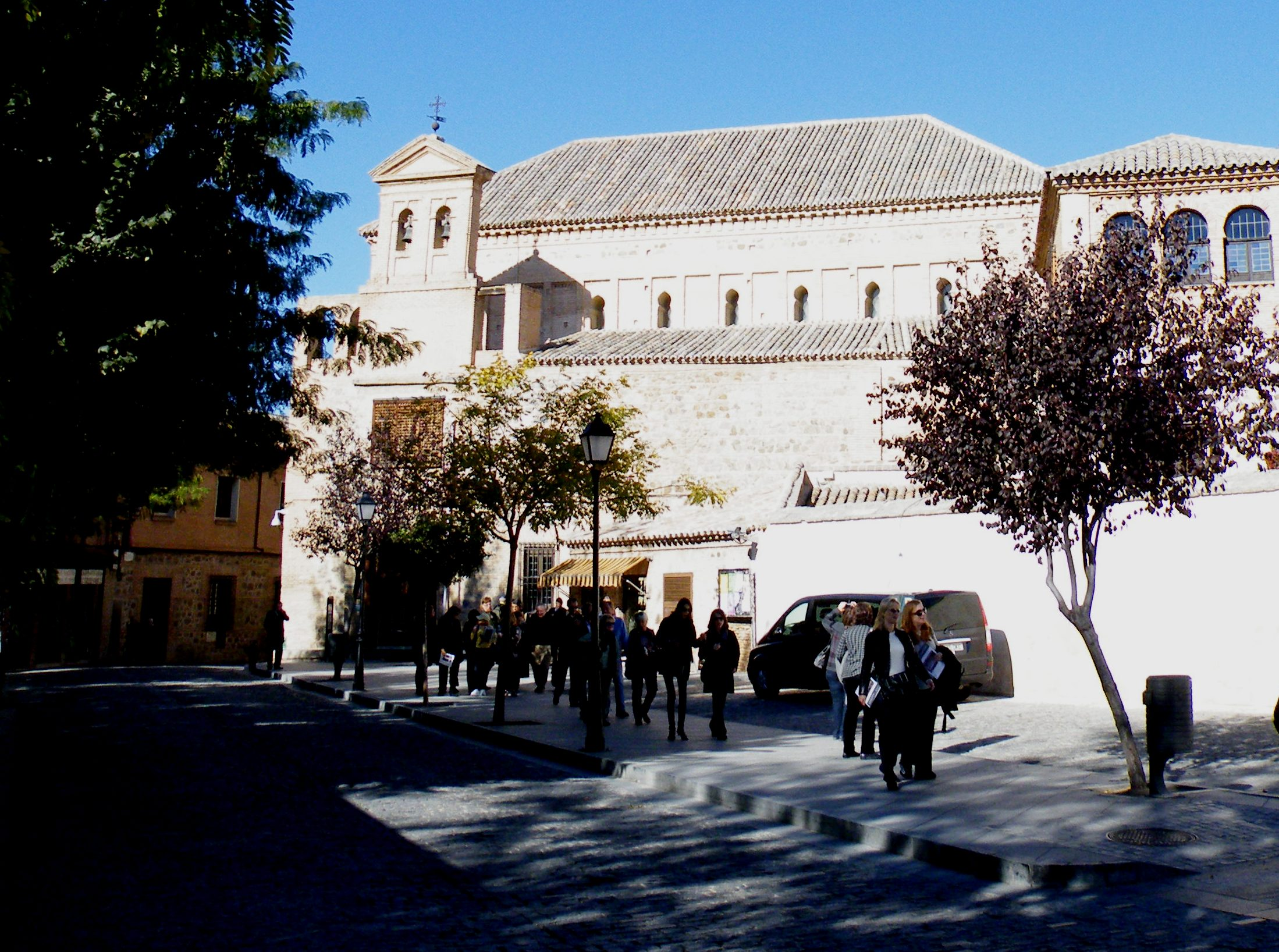
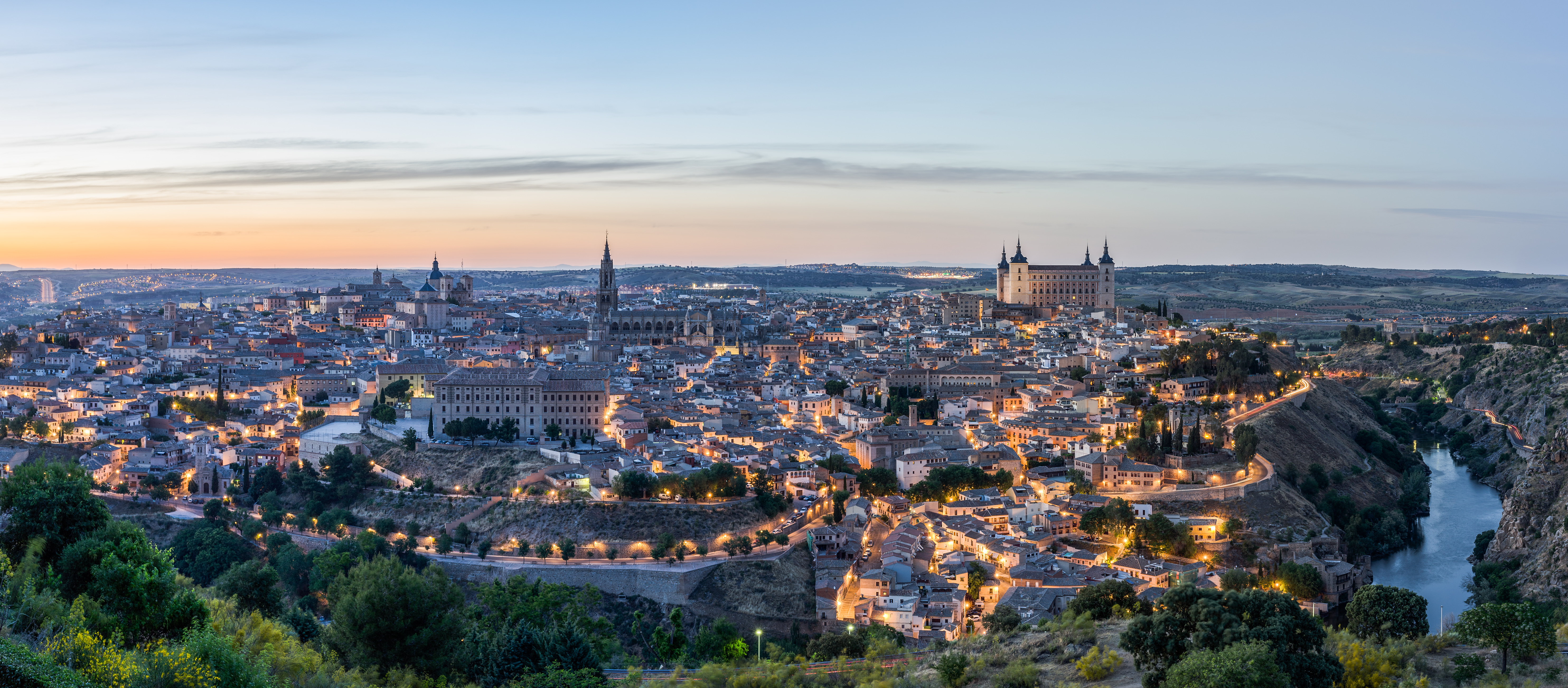
سراسرنمایی از شهر تولدو که از طرف هتل پارادو عکس‌برداری شده‌است.